# Ophover Mühlenbach
Der Ophover Mühlenbach ist ein gut viereinhalb Kilometer langer, rechter und nördlicher  Zufluss der Dhünn in Leverkusen.

## Geographie

### Verlauf
Der Ophover Mühlenbach, auch Ophovener Mühlenbach genannt, entspringt in Meckhofen einem Neubaugebiet in Leverkusen-Steinbüchel innerhalb einer Grünanlage. Er fließt zunächst in südwestlicher Richtung durch eine Wiesenlandschaft. Beim Bohofsweg verschwindet der Bach in den Untergrund, um beim Mathildenhof wieder an der Oberfläche aufzutauchen. Etwas später wird er zu einem Teich gestaut. Hier nimmt er den kleinen Jüchbach auf. Er durchfließt in einer Parkanlage zwei weitere Teiche und wird kurz danach vom Fuskaulbach gespeist. Der Bach erreicht nun den Ophovener Weiher, in welchen auch der  Driescher Bach einmündet. Der Ophover Mühlenbach unterquert die Oulusstraße und danach die Herbert-Wehner-Straße. Sein Lauf erfolgt nun unterirdisch verrohrt. Bei der Hermann Waibel Straße zweigt sich vom Ophover Mühlenbach ein Arm ab, welcher den Graben von Schloss Morsbroich auffüllt und danach als Verbindung Ophovener Mühlenbach - Dhünn in die Dhünn entwässert. Der Hauptarm des Baches passiert teils verrohrt und teils stark begradigt Leverkusen-Schlebusch, um schließlich östlich des Karl-Carsten-Rings in die Dhünn zumünden.

### Zuflüsse
Zu den Zuflüssen des Ophover Mühlenbach gehören flussabwärts betrachtet
- Jüchbach (rechts),  0,286 km
- Fuskaulbach (links), 0,164 km
- Driescher Bach (rechts), 2,193 km, 1,55 km²

### Flusssystem Dhünn
- Fließgewässer im Flusssystem Dhünn

## Verschmutzung
Im Gewässergütebericht 2001 des Landesumweltamtes von  Nordrhein-Westfalen wird der Ophover Mühlenbach als kritisch belastet (Güteklasse II-III) eingestuft.